# 中興紡織
中興紡織，簡稱中紡，是台灣一家紡織公司，1949年由鮑朝橒創立，以產銷「三槍牌」棉質針織內衣起家，包括化纖、紡紗、織布、染整及成衣等紡織上、中、下游一貫化生產。

## 發展歷程

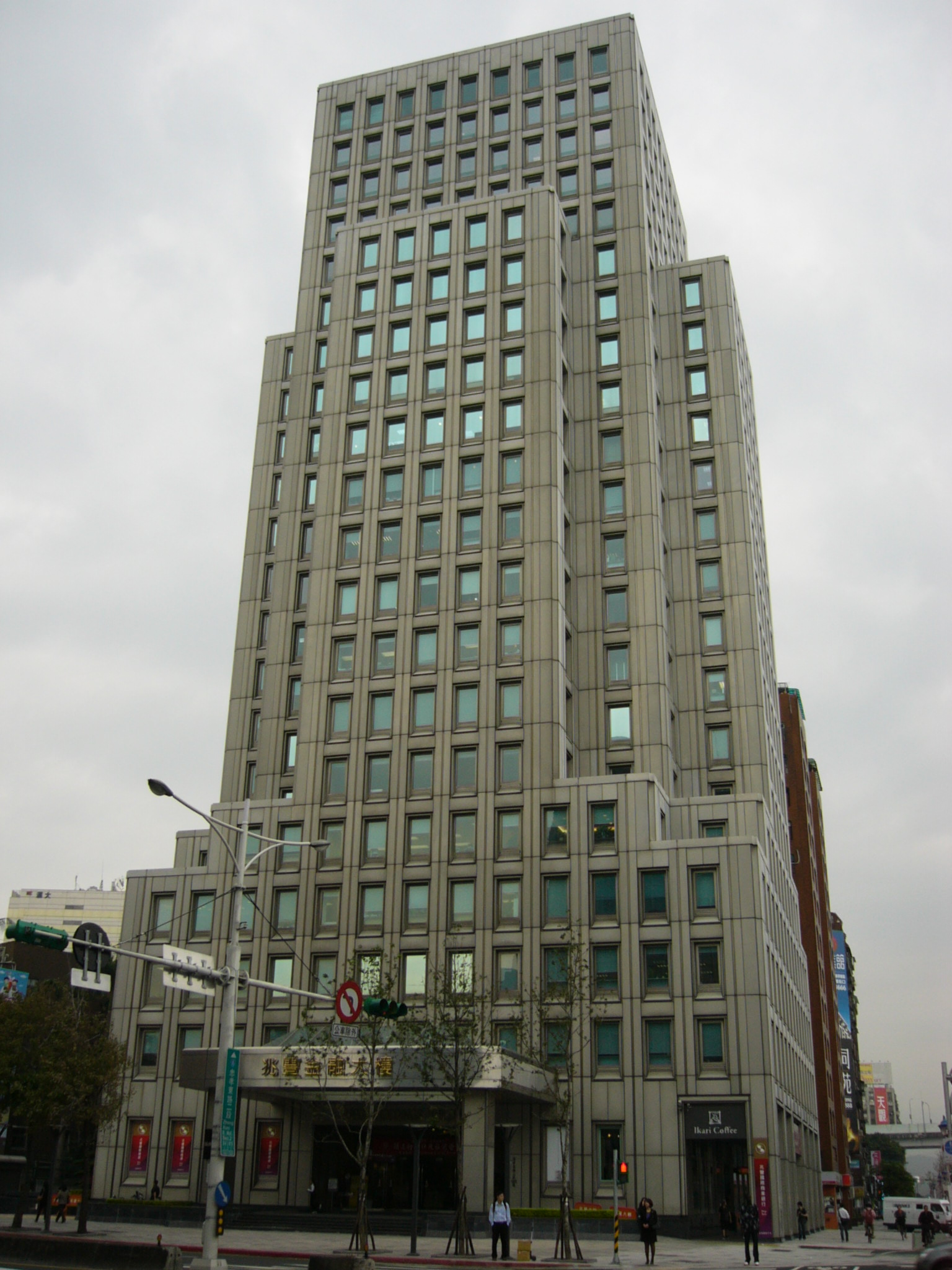
1986年落成的原中紡總部大樓，現為兆豐金控總部

### 草創初期
由鮑朝橒於1949年(民國三十八年)創設中興紡織公司，鮑朝橒本身擁有深厚政商人脈，尤其和軍方關係極好，因此中興紡織第一個自創內衣品牌，就取名為「三槍牌」。當時與華隆紡織的翁明昌、遠東紡織的徐有庠，被台灣紡織業界合稱為上海幫的三大巨頭。由於當年台灣輸出美國的紡織品有配額限制，鮑於1960年代靠著取得龐大紡織輸美配額的獲利，為公司發展打下江山。

### 全盛巔峰
公司在1970年後，逐步邁入全盛時期，並朝一貫化紡織大廠的方向發展，製程從上游化纖延伸至下游染整、成衣，海外轉投資遍及大陸、宏都拉斯、越南等地，公司資本額由早期的新台幣四萬元，逐步增加至百億以上，年營業額更高達數百餘億新台幣，並推動公司股票掛牌上市(1408-TW)。主要產品並以「三槍牌」商標，行銷海內外｡公司在中國大陸地區布局甚早，投資達十餘年以上，遍及上海、四川及遼寧等地，主要經營針織、染整、線紗及成衣等項目。

### 盛極而衰
1990年代後面臨一段化纖業的蕭條期，公司欲尋求轉型，除了接手興來百貨，更名為中興百貨外，另利用舊廠房開設三槍大賣場及中興倉儲，然而中興紡織在創辦人鮑朝橒1989年於美國過世，由二房周音喜接任董座，公司在其掌理的二十餘年間，獲利明顯走下坡，甚至挪用關係企業資產，後來更以健康不佳為由，深居簡出，股東會也未見出席，對外多由其子鮑泰鈞獨撐大局。整體而言，公司因轉投資過多、擴充過快、投資策略失當，加上龐大的土地資產積壓，在整體景氣陷入谷底之際，終於爆出財務吃緊消息，隨即轉向債權銀行團協商展延降息，紓解資金壓力。為突破財務吃緊困境，積極處分資產，降低財務槓桿，以達企業瘦身的目標，包括陸續處分彰化花壇七廠、苗栗頭份六廠、台北三重一廠、淡水廠等，在周音喜及鮑泰鈞主掌公司後，不僅無力帶領中紡衝破陰霾，反而一步步退守，不斷關廠、停產，到1998年甚至以35億5000萬元，出售代表中紡企業形象的總部大樓，最後關係企業中興百貨都不得不收掉，不過，處分資產的腳步似乎無法跟上景氣滑落的速度，於2002年減資四成，仍無法解決持續的虧損，而改列全額交割股，終至2007年走向下市的命運，而前董事長周音喜也因違反證券交易法被起訴，後走避海外，而遭通緝。

## 簡史
- 1949年10月，創辦人鮑朝橒在三重埔創立，初名「中興織造廠」，以四萬元資本額，兩台半新針織機與拷克機，六十坪廠房，四十餘名員工起家。主要以產銷棉質針織內衣褲為主，使用商標為「三槍牌」，沿用至今。
- 1956年10月30日正式登記為「中興棉織廠股份有限公司」，購建今新北市三重區光復路第二廠，除添置成衣設備外，並興建合成纖維加工及染整設備，同時拓展成衣外銷事業，資本額增至5000萬元新台幣。
- 1969年，正式更名為「中興紡織廠股份有限公司」，增資興建自動化紡織及染整工廠。
- 1971年，購入台南成衣廠，興建新莊成衣廠。至此，公司自國外進口原棉，自紡紗、織布、染整至成衣生產，全套製程可自行完成的一貫化作業紡織廠。
- 1973年，新創產品「宜而爽」商標註冊。同年，股票上市(1408-TW)，並納入員工入股分紅。
- 1974年，增購苗栗竹南第六廠，自產紗布。 投資關係企業台灣電路公司。
- 1975年，增購彰化花壇第七廠，增加紗布產能。
- 1977年，增購苗栗第八廠，增加紗布產能。
- 1979年，增購平鎮第九廠，生產成衣，擴充產銷。
- 1980年，將轉投資之大興化學纖維公司併入公司體制下，即楊梅化纖廠。
- 1982年4月28日，興建總部大樓，大樓由沈祖海建築師事務所設計，達欣工程承造，為一棟地上21層、地下4層的鋼骨建築。
- 1981年，合併景美印染股份有限公司，即楊梅印染廠。
- 1985年，購入湖口紡織廠，增加紗布產能。 購併興來百貨，更名為中興百貨。並設立事業部機制，分化纖、紡織、印染、內銷成衣、外銷成衣五大事業部。貫徹利潤中心、實施目標管理強化生管功能。
- 1986年，耗資九億元新台幣，位於臺北市忠孝東路新生南路口的中興紡織總部大樓正式啟用。
- 1987年，三重第一廠遷廠至淡水。
- 1988年，周音喜接任中興紡織董事長。
- 1989年，湖口第三廠之五萬錠全自動紗廠正式全部開機。 同年9月，創辦人鮑朝橒先生病逝於美國洛杉磯，享年79歲。
- 1991年1月，赴中國大陸間接投資，成立上海三槍製衣公司。同年 2月，興越紡織公司成立，專責赴越南投資事宜。同年5月，副董事長改由鮑泰鈞擔任。同年12月，多角化投資經營之「三槍大賣場」於三重舊一廠隆重開幕。
- 1992年4月，成立海外投資部。5月，湖口紡紗廠及新莊成衣廠因受紡織業整體不景氣影響停產。
- 1993年5月，海外投資部改編為大陸投資事業部及越南投資事業部。 同年6月，花壇第七廠停產。同年在四川与成都第二纺织厂合资成立了成都绵兴针织厂有限公司，并推出了“宜而爽"品牌男女内衣系列。[7]
- 1994年9月，為整合公司資產，提昇運用效益，淡水第一工廠搬遷至三重第二工廠，二廠更名為三重廠。楊梅化纖總廠及關係企業台灣電路公司，雙雙榮獲商檢局評鑒「ISO 9002」國際標準品質認證。
- 1995年，楊梅化纖總廠投資21億元，擴建年產量13,000噸聚胺絲廠。 同年4月，楊梅印染廠停產。 同年8月，公司所在地地址變更為台北縣三重市光復路二段59號。
- 1996年3月，投資宏都拉斯成衣廠正式開始量產。 同年5月，桃園平鎮成衣廠因經營虧損停產。 同年8月，楊梅化纖總廠投資十八億元，擴建500噸聚酯粒廠。
- 1997年4月，內銷成衣事業部為再創品牌生命，全新設計的「JR.酷兒」品牌上市。 同年6月，越南投資事業部之三萬錠隆安紡紗廠開工，8月正式量產。轉投資事業三槍大賣場，至今在北台灣已累計開設17家直營門市，經銷商遍及全台灣。
- 1998年11月，將中紡總部大樓售予中興票券公司，更名為「興票大樓」，台北總管理處遷址原新莊工廠。同年12月，關係企業台灣電路公司正式掛牌上櫃(5370-TW)。化纖事業部與中國紡織研究中心共同研發之吸濕排汗新纖維成功量產，註冊商標為「Cool plus®」。
- 1999年8月，總管理處正式遷往新莊市化成路原新莊工廠辦公。同年10月，經董事會通過同意出售竹南廠。
- 2000年9月，成立「成品布貿易部」，關係企業台灣電路自櫃買中心下櫃。
- 2001年，公司持續虧損，但向各債權銀行申請的紓困案，仍獲得通過[8]。
- 2002年6月，股東會議決議，為改善財務結構，減資40%以彌補虧損，實收資本額由9,084,506千元新台幣減為5,450,704千元新台幣，訂2002年9月20日為減資基準日，2002年12月10日為減資換股基準日，2003年1月6日新股上市買賣，舊股停止買賣。
- 2003年4月，因業務緊縮，長安紡織總廠停產。同年11月，苗栗紡織廠停產。
- 2006年10月，向法院聲請重整及緊急處方案。
- 2007年2月，撤回重整案。同年11月由鮑泰鈞擔任董事長。同年12月櫃買中心終止股票櫃檯買賣。
- 2008年2月，位於新竹湖口廠和興段土地七筆經法院拍賣拍定。同年7月公司所在的新莊化成路廠房土地經法院拍賣拍定。同年9月公司總管理處遷回台北市。
- 2009年7月，苗栗縣公館鄉廠房土地經法院拍賣拍定。同年8月淡水廠房土地經法院拍賣拍定。同年9月三重廠房土地經法院拍賣拍定。
- 2010年3月，楊梅印染廠房土地經法院拍賣拍定。
- 2015年，成立新品牌3GUN（页面存档备份，存于），開啟網購市場。[9]。
- 2016年9月9日，中紡楊梅廠區大火[10]。
- 2017年5月，推出以機能布料為主的全新時尚運動系列「YA」休閒服飾[11][12]。中紡前董事長周音喜利用上訴期間潛逃海外，遭政府通緝[13]。
- 2019年6月，三槍70週年慶[14]。
- 2020年，宜而爽線上購物上線，宜而爽 YOURSUN （页面存档备份，存于），提供四大類型都會機能服飾：時尚居家服、輕戶外休閒機能服、輕運動機能服、涼爽發熱智能內著。

## 目前主要業務
- 棉、毛、人造纖維、合成纖維等抽絲及紡紗。
- 各種纖維、織品的加工、染整及買賣。
- 各種毛巾、被服製品、鞋襪類製品、羊毛服製品、胸衣、睡衣、泳衣、西服、領帶、皮帶的生產加工及進出口買賣業務。
- 聚酯粒、聚胺粒及盤頭紗之製造及銷售。

## 外部連結
- 中興紡織官網（页面存档备份，存于）
- 越南中興紡織（页面存档备份，存于）
- 3GUN ｜男性時尚內衣褲MIT品牌 （页面存档备份，存于）
- 宜而爽YOURSUN線上購物 （页面存档备份，存于）
- 三槍、宜而爽直營門市17家地圖
- 三槍、宜而爽、3GUN 歷年電視廣告 （页面存档备份，存于）